# Sob Escuta
Sob Escuta é o sétimo álbum de estúdio da banda portuguesa GNR, lançado em 1994 e produzido pela própria banda. O disco foi um dos mais vendidos do ano em Portugal, obtendo a quádrupla certificação de platina, por 94 mil cópias vendidas.
Dois anos depois de Rock in Rio Douro, o grupo continua, ao longo deste disco, a explorar um ambiente rock. Pode, como tal, ser visto como um prolongamento estilístico do álbum anterior.[carece de fontes?]
Destacam-se os temas "Las Vagas", "+ Vale Nunca" e "Dómino", músicas que viriam a integrar a compilação de 1996 Tudo o que você queria ouvir - O Melhor dos GNR.
Sob Escuta é o último álbum dos GNR a contar com a colaboração do guitarrista Zezé Garcia, que abandonaria o grupo ainda em 1994.
O álbum foi gravado, em Fevereiro de 1994, no estúdio móvel da EMI Valentim de Carvalho na Quinta das Camélias em Leça do Balio e editado em Compact Disc, Disco de vinil e Cassete.
De notar ainda a participação, na guitarra acústica, do espanhol Vicente Amigo, nome ligado ao flamenco.

## Faixas
| CD             |                              |         |  |
| N.º            | Título                       | Duração |  |
| 1.             | "Las Vagas"                  | 4:18    |  |
| 2.             | "Música de Ligeia"           | 3:38    |  |
| 3.             | "+ Vale Nunca"               | 5:14    |  |
| 4.             | "Costa Atlântica Inevitável" | 3:20    |  |
| 5.             | "Ciclones"                   | 4:44    |  |
| 6.             | "O Costume"                  | 4:37    |  |
| 7.             | "Dominó"                     | 3:58    |  |
| 8.             | "Lovenita"                   | 3:52    |  |
| 9.             | "Rádio Taciturno"            | 6:26    |  |
| 10.            | "Tema de Ligeia"             | 1:46    |  |
| Duração total: | Duração total:               | 41:53   |  |

## Integrantes
- Rui Reininho   (voz)[1][2]
- Jorge Romão   (baixo)[1][2]
- Tóli César Machado   (bateria e acordeão) em "Lovenita"[1][2]
- Zézé Garcia   (guitarra)[1][2]

Artistas convidados
- Telmo Marques   (piano e Órgão Hammond)[1][2]
- Vicente Amigo   (guitarra acústica) em "Las Vagas" e "Lovenita"[1][2]